# Georg Simon Ohm

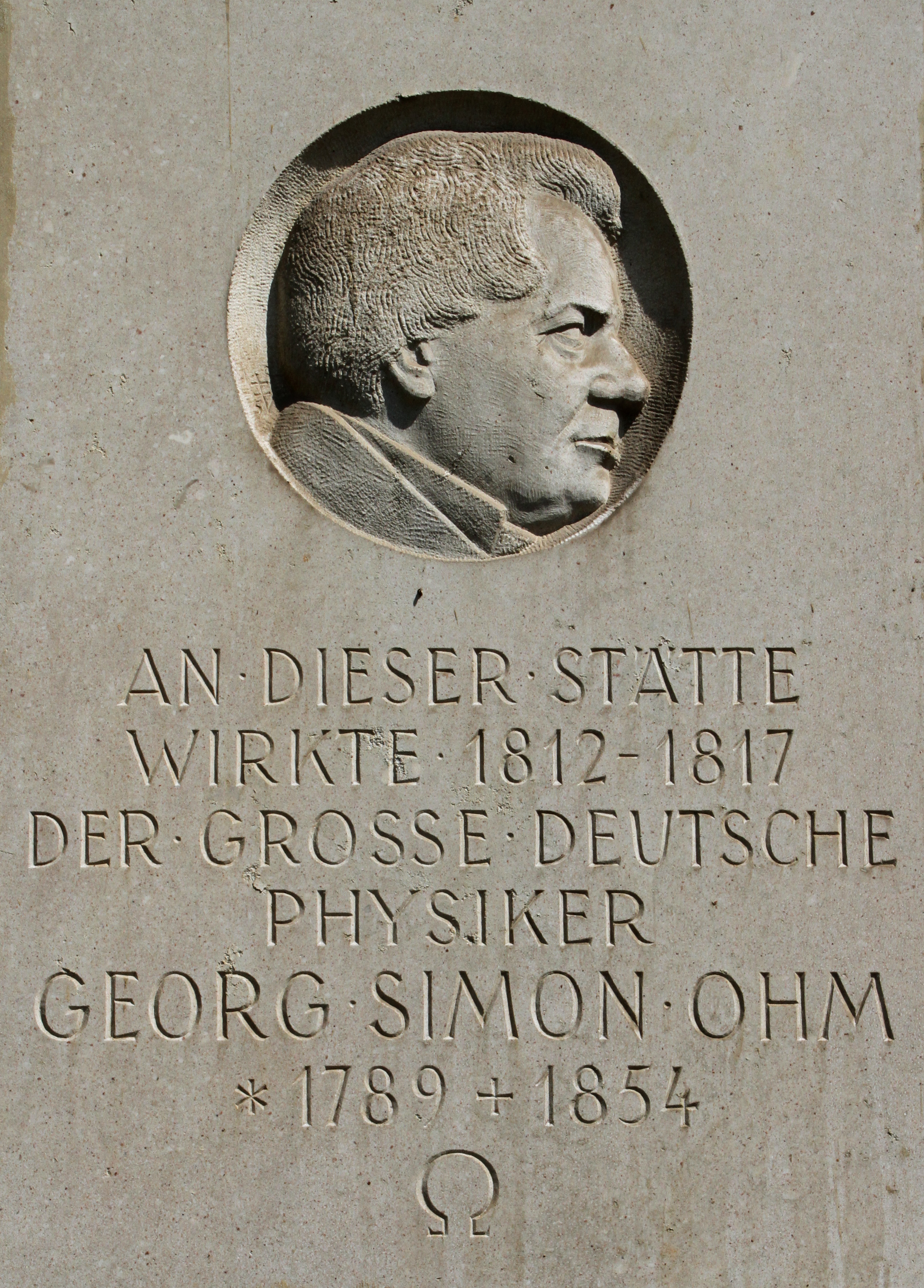
Ohm-Gedenktafel in Bamberg

Georg Simon Ohm (* 16. März 1789 in Erlangen; † 6. Juli 1854 in München) war ein deutscher Physiker. Er hatte wichtigen Einfluss auf die Entwicklung der Theorie und Anwendung des elektrischen Stroms.

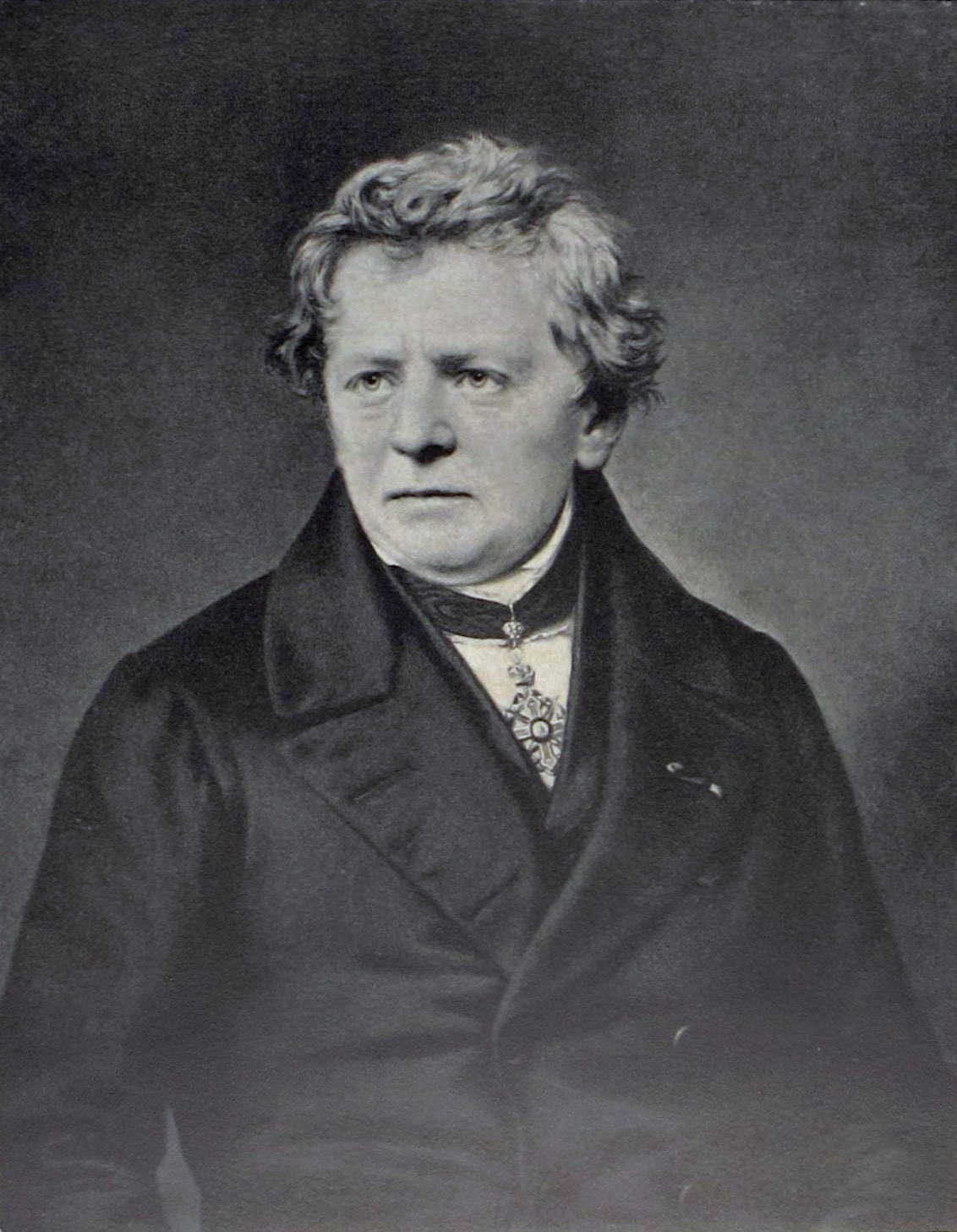
Georg Simon Ohm

Ohm wies nach, dass in einem stromdurchflossenen metallischen Leiter die sich einstellende elektrische Stromstärke I dem Quotienten aus angelegter elektrischer Spannung U und dem jeweiligen elektrischen Widerstand R entspricht. Zu Ehren Ohms wird dieser physikalische Zusammenhang als ohmsches Gesetz bezeichnet. Im Jahr 1881 wurde die SI-Einheit für den elektrischen Widerstand nach ihm benannt.

## Leben
Ohm entstammte einer alten Bürgerfamilie in Erlangen, die seit vielen Generationen das Schlossergewerbe vom Vater auf den Sohn weitergab. Sein Vater Johann Wolfgang kehrte nach zehnjähriger Wanderschaft als Wandergeselle nach Erlangen zurück, erwarb 1785 das Meisterrecht und heiratete Elisabeth Maria Beck. Nebenher widmete er sich dem Studium der Mathematik und der Kantschen Philosophie. Der Vater führte seine beiden Söhne Georg Simon und Martin (1792–1872), die entgegen der Familientradition das Gymnasium besuchen durften, früh an die Mathematik heran und erteilte ihnen selbst Mathematikunterricht. Im Alter von fünfzehn Jahren wurde Georg Simon Ohm einer fünfstündigen Prüfung durch den Professor der Mathematik Karl Christian von Langsdorf unterzogen, der seine außerordentliche Begabung und sein weit überdurchschnittliches Wissen auf dem Gebiet der Mathematik bestätigte. Der Professor war so beeindruckt, dass er im Schlusssatz seines Gutachtens die Hoffnung zum Ausdruck brachte, dass aus der Familie des Schlossermeisters ein neues Bernoulli-Brüderpaar erstehen möge.
1805 begann Georg Simon Ohm als 16-Jähriger ein Studium der Mathematik, Physik und Philosophie an der Friedrich-Alexander-Universität Erlangen. Wegen finanzieller Schwierigkeiten musste er das Studium nach einem Jahr abbrechen und ging als Mathematiklehrer an eine Privatschule im ehemaligen Kloster Gottstatt in der Schweiz. Mit 22 Jahren kehrte er nach Erlangen zurück und wurde dort 1811 mit einer Arbeit über Licht und Farben zum Doktor promoviert. Er arbeitete in Erlangen dann drei Semester lang als Privatdozent für Mathematik. 1812 wurde er Lehrer am Alten Gymnasium (jetzt Kaiser-Heinrich-Gymnasium) und der Realschule (heute Clavius-Gymnasium) in Bamberg, 1817 Lehrer der Physik und Mathematik am Jesuitengymnasium (Dreikönigsgymnasium) in Köln und wechselte 1826 an die Kriegsschule in Berlin.

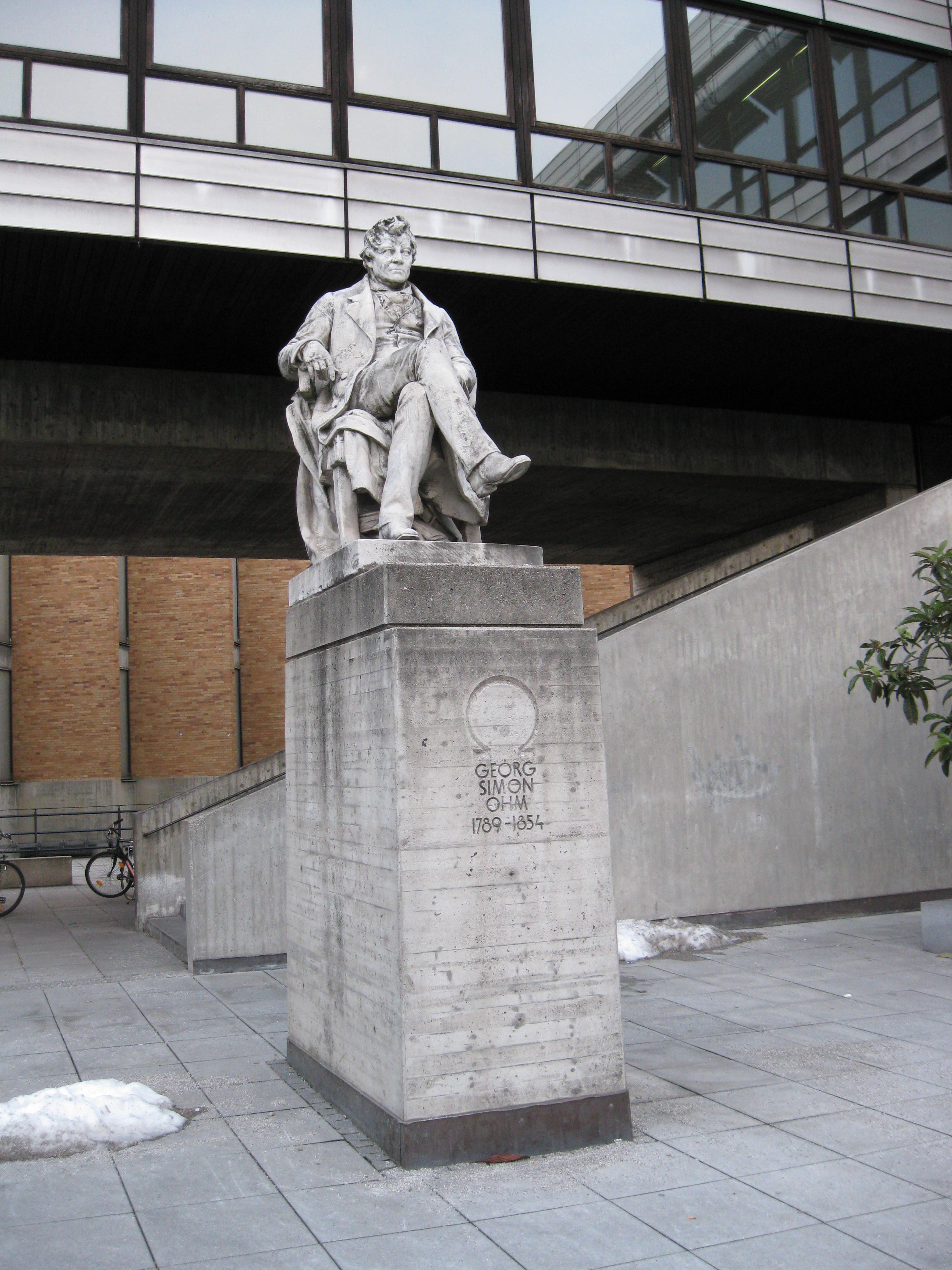
Ohm-Denkmal an der Technischen Universität in München, Theresienstraße

Sein Hauptinteresse galt der damals noch weitestgehend unerforschten Elektrizität. 1827 veröffentlichte Ohm das Buch Die galvanische Kette, mathematisch bearbeitet. 1833 wurde er Professor an der Königlich Polytechnischen Schule in Nürnberg, die er ab 1839 auch als Direktor leitete und die heute seinen Namen trägt (Technische Hochschule Nürnberg Georg Simon Ohm).
Seine Arbeiten zur Elektrizität waren anfangs umstritten und wenig anerkannt („zweckloses Spiel mit mathematischen Symbolen“). Das Ohmsche Gesetz blieb zu seiner Zeit weitgehend unbeachtet. Die wissenschaftliche Physik wurde naturphilosophisch ausgelegt; physikalische Vorgänge mathematisch präzise zu beschreiben, war experimentell arbeitenden Wissenschaftlern damals fremd.
Claude Pouillet in Frankreich und Charles Wheatstone in England  bestätigten seine Theorie und beriefen sich auf ihn. Wheatstone hatte zudem Ada Lovelace zur Übersetzung einiger Werke Ohms ins Englische überredet. So erfolgte 1841 die Verleihung der Copley-Medaille der Royal Society. Im selben Jahr wurde er Mitglied der Akademie in Turin, 1842 auswärtiges Mitglied der Londoner Royal Society. 1849 holte ihn König Maximilian II. von Bayern an die Universität München, wo er zunächst eine außerordentliche, ab 1852 eine ordentliche Professur für Experimentalphysik innehatte und Leiter des physikalischen Kabinetts der Universität München war. Zugleich wurde Ohm Ministerialreferent für die Telegraphenverwaltung.
Zu seinen Schülern gehörten der Mathematiker Peter Gustav Lejeune Dirichlet und der Astronom Eduard Heis.
Sein jüngerer Bruder war der Mathematiker Martin Ohm. Am 6. Juli 1854 starb er in München im Alter von 65 Jahren an einem Schlaganfall.

## Grabstätte
Seine letzte Ruhestätte fand Georg Simon Ohm auf dem Alten Südfriedhof in München (Grabfeld 15-Reihe 1-Grab 41, Standort).

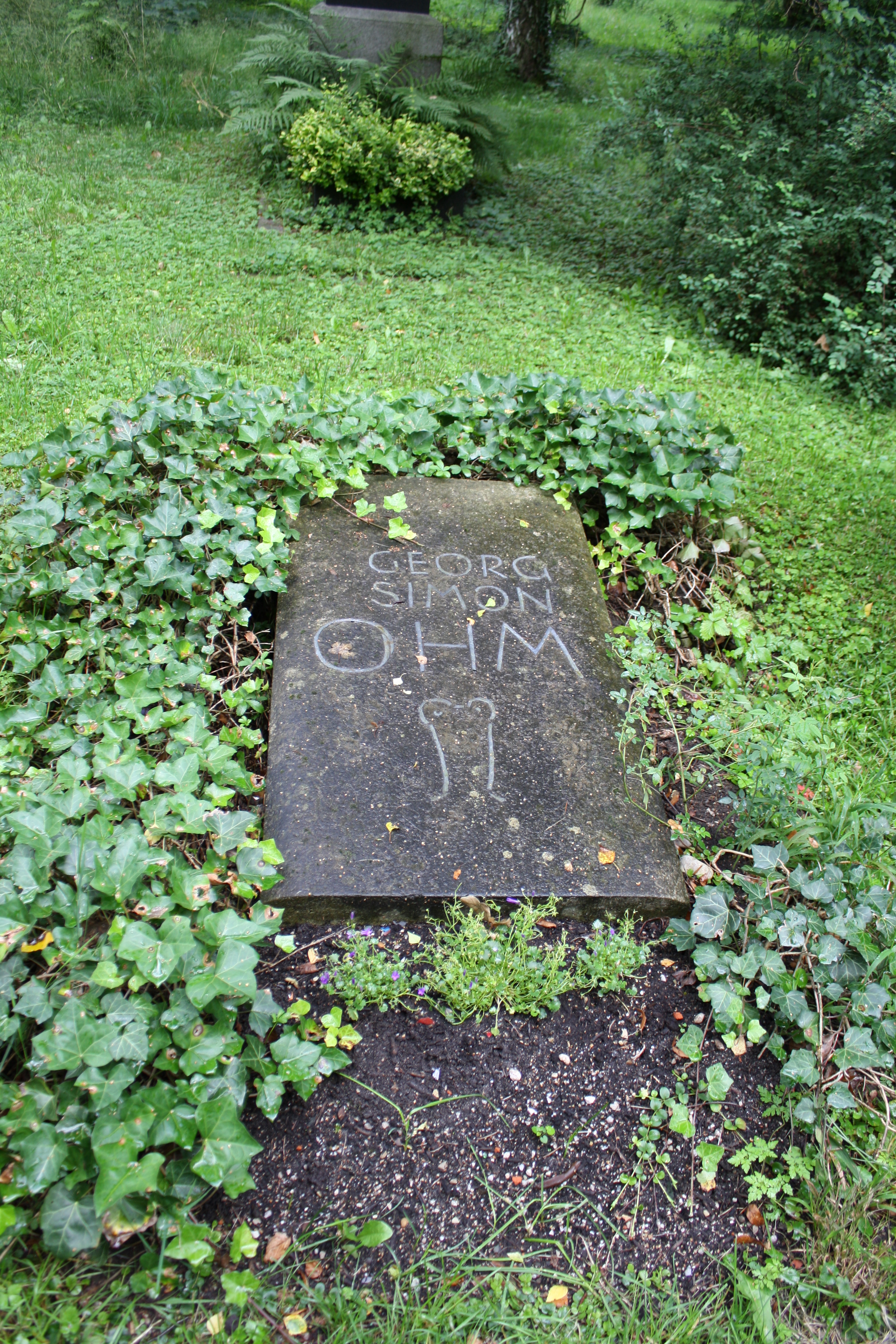
Grabstein auf dem Alten Südlichen Friedhof in München

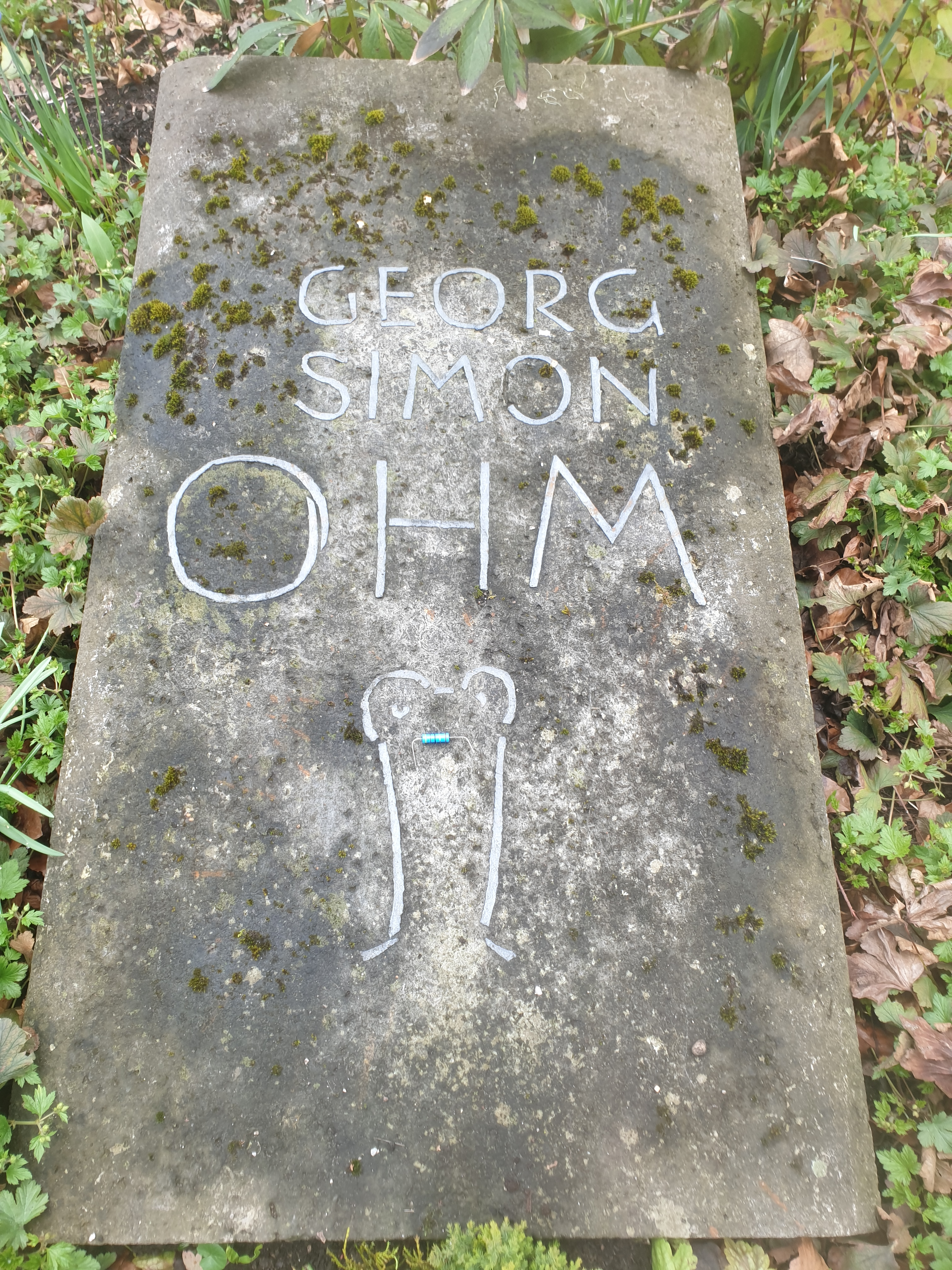
Georg Ohms Grabstein mit einem symbolischen Widerstand

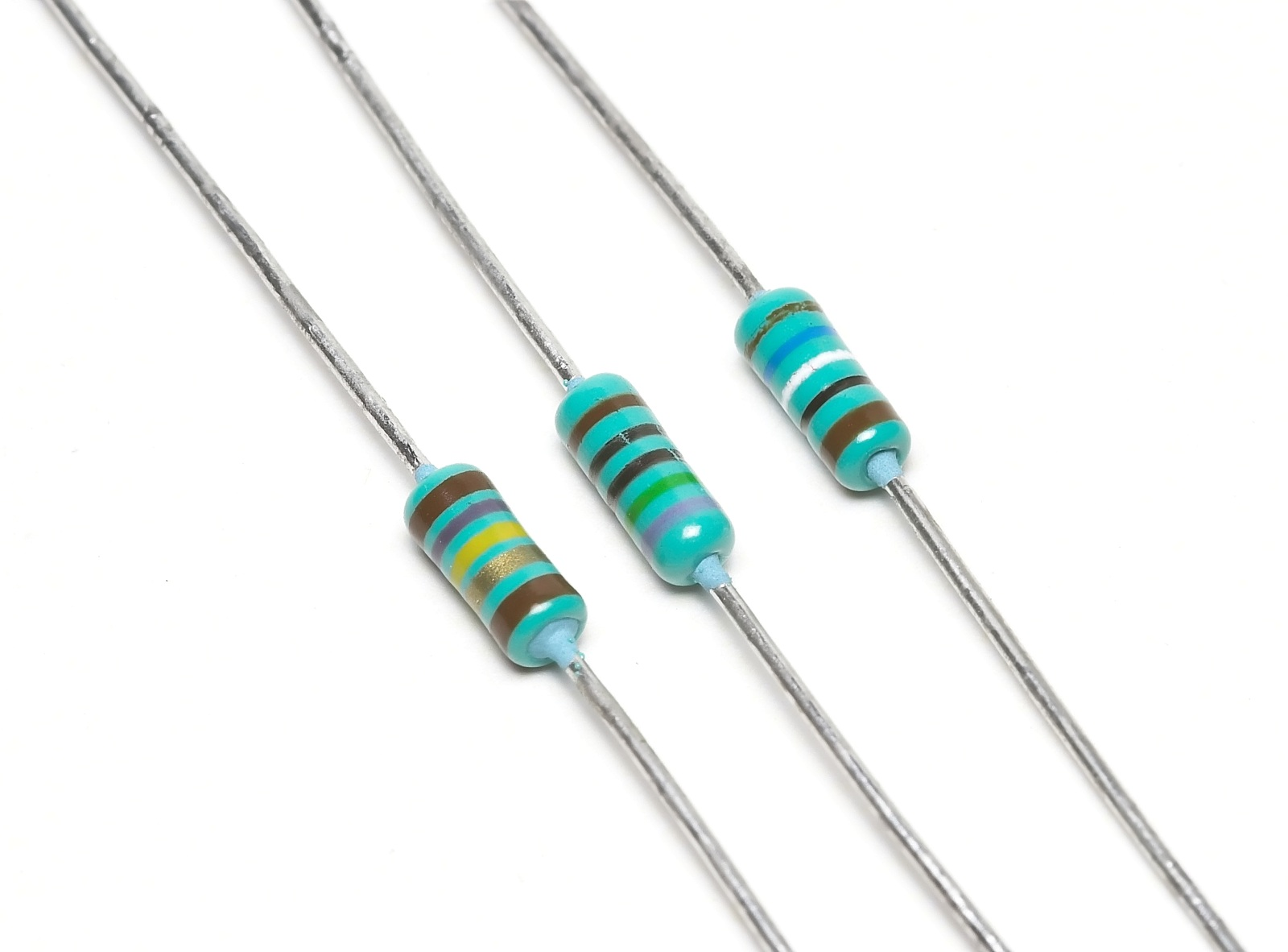
Farbcodierte elektrische Widerstände

## Werke
Die Schriften Ohms sind zahlreich. Die wichtigste war ein 1827 in Berlin veröffentlichter Artikel mit dem Titel Die galvanische Kette mathematisch bearbeitet. Dieses Werk, dessen Anfangsideen in den zwei vorangegangenen Jahren im Biographisch-literarischen Handwörterbuch der exakten Naturwissenschaften von Johann Salomon Schweigger und Johann Christian Poggendorff erschienen waren, hat einen wichtigen Einfluss auf die Entwicklung der Theorie und Anwendung des elektrischen Stroms ausgeübt.
Ohms Name ist in die Terminologie der Elektrizitätslehre eingegangen. Als ohmsches Gesetz wird die Proportionalität zwischen Stromstärke und Spannung in einem elektrischen Leiter bezeichnet, die Ohm im Frühjahr 1826 gefunden hatte. Die Proportionalitätskonstante wird als elektrischer Widerstand bezeichnet, dessen SI-Einheit das Ohm (Symbol Ω) ist.
Ohm stellte 1843 auch eine Theorie der Aliquote oder Obertöne auf, die Hermann von Helmholtz 1863 zur Lehre von den Tonempfindungen als physiologische Grundlage für die Theorie der Musik weiterentwickelte.
Georg Simon Ohms Nachlass, darunter biografische Unterlagen, Manuskripte, Veröffentlichungen sowie wissenschaftliche und berufliche Korrespondenz, wird im Archiv des Deutschen Museums in München verwahrt.

## Ehrungen
- 1832: Korrespondierendes Mitglied der Bayerischen Akademie der Wissenschaften
- 1839: Korrespondierendes Mitglied der Preußischen Akademie der Wissenschaften
- 1841: Verleihung der Copley-Medaille der Royal Society
- 1841: Ernennung zum auswärtigen Mitglied der Accademia delle Scienze di Torino
- 1842: Ernennung zum auswärtigen Mitglied der Royal Society
- 1845: Ernennung zum auswärtigen Mitglied der Bayerischen Akademie der Wissenschaften
- 1850: Ordentliches Mitglied der Bayerischen Akademie der Wissenschaften
- 1850: Ehrenbürger der Stadt Nürnberg
- 1853: Bayerischer Maximiliansorden für Wissenschaft und Kunst[6]

Posthum
- 1881 wurde auf dem Ersten Internationalen Elektrizitätskongress die Einheit für den elektrischen Widerstand nach Ohm benannt.
- Eine Büste von ihm steht in der Ruhmeshalle in München.
- Ein Denkmal von ihm steht vor dem Gebäude der Technischen Universität München in der Theresienstraße.
- Nach ihm benannt ist die Technische Hochschule Nürnberg Georg Simon Ohm, bundesweit eine der größten Hochschulen für angewandte Wissenschaften. Das Ohm-Gymnasium in seiner Geburtsstadt Erlangen und das Georg-Simon-Ohm-Berufskolleg in Köln tragen ebenso seinen Namen.
- Der Asteroid (24750) Ohm wurde nach ihm benannt.
- Ein Krater auf der Mondrückseite wurde ebenso nach Georg Simon Ohm benannt.[7]

## Liste ausgewählter Werke
- Grundlinien zu einer zweckmäßigen Behandlung der Geometrie als höheren Bildungsmittels (Erstlingswerk) (PDF)
- Vorläufige Anzeige des Gesetzes, nach welchem Metalle die Contaktelektricität leiten (In: Journal für Chemie und Physik, in Verbindung mit mehreren Gelehrten hrsg. von J. S. C. Schweigger. Halle: Verein zur Verbreitung von Naturkenntniss. 44, 1825 = Jahrbuch der Chemie und Physik [Neue Reihe]; als eine Zeitschrift des wissenschaftlichen Vereins zur Verbreitung von Naturkenntniss und höherer Wahrheit, hrsg. von J. S. C. Schweigger. Halle: Verein zur Verbreitung von Naturkenntniss. 14, 1825, S. 110–118) (PDF)
- Ueber Leitungsfähigkeit der Metalle für Elektricitaet (In: Journal für Chemie und Physik, in Verbindung mit mehreren Gelehrten hrsg. von J. S. C. Schweigger. Halle: Verein zur Verbreitung von Naturkenntniss. 44, 1825 = Jahrbuch der Chemie und Physik [Neue Reihe]; als eine Zeitschrift des wissenschaftlichen Vereins zur Verbreitung von Naturkenntniss und höherer Wahrheit, hrsg. von J. S. C. Schweigger. Halle: Verein zur Verbreitung von Naturkenntniss. 14, 1825, S. 245–247) (PDF)
- Die galvanische Kette, mathematisch bearbeitet (Reimann, Berlin 1827, 245 S.: graph. Darst.) (PDF; Digitalisat und Volltext im Deutschen Textarchiv), ISBN 3-939962-03-1
- Die galvanische Kette, mathematisch bearbeitet (Berlin 1827; neue Ausg., Wien 1857)
- Nachträge zu Ohm's mathematischer Bearbeitung der galvanischen Kette: Sendschreiben des Dr. G. S. Ohm, Prof. zu Berlin, an den Hofrath Pfaff, Professor zu Erlangen (In: Karl Wilhelm Gottlob Kastner Hg.: Archiv für die gesammte Naturlehre, Nürnberg 1827ff. Bd. 14, 1828, S. 475–493) (PDF)
- Über die Definition des Tones, nebst daran geknüpfter Theorie der Sirene und ähnlicher tonbildender Vorrichtungen (In: Annalen der Physik und Chemie, hrsg. zu Berlin von J. C. Poggendorff. 59, 1843 = Annalen der Physik und Chemie, Zweite Reihe. 29, 1843. Leipzig: Barth, S. 513–565) (PDF)
- Elemente der analytischen Geometrie im Raume am schiefwinkligen Coordinatensysteme (Nürnberg: Schrag, 1849. XII, 590 S.) = Beiträge zur Molecular-Physik 1 (PDF)
- Erklärung aller in einachsigen Kristallplatten zwischen geradlinig polarisiertem Licht wahrnehmbaren Interferenzerscheinungen (München 1854) (PDF)
- Grundzüge der Physik als Compendium zu seinen Vorlesungen (Nürnberg 1854) (PDF)

## Sonstiges
1914 gründeten in Japan die Herren Ogimoto und Hirota, unterstützt von Herrn Maruyama, den Verlag für technisches Wissen OHM-sha. Diese Benennung ist sowohl ein Akronym aus den Namen der Gründer, als auch ein Bezug auf Georg Simon Ohm.